# Langenenslingen
Langenenslingen – miejscowość i gmina w Niemczech, w kraju związkowym Badenia-Wirtembergia, w rejencji Tybinga, w regionie Donau-Iller, w powiecie Biberach, wchodzi w skład wspólnoty administracyjnej Riedlingen. Leży w Górnej Szwabii, ok. 30 km na zachód od Biberach an der Riß.